# Mistrzostwa Świata w Narciarstwie Szybkim 2025
Mistrzostwa Świata w Narciarstwie Szybkim 2025 odbyły się w dniach 21–27 marca 2025 r. we francuskim Vars (po raz 10. w historii). Rozegrano dwie konkurencje: zjazd kobiet i mężczyzn w kategorii S1 (Speed One) oraz zjazd juniorek i juniorów w kategorii S2J (Speed Two Junior).

## S1 (Speed One)
| Pozycja | Zawodnik         | Reprezentacja | Prędkość (km/h) |
| ------- | ---------------- | ------------- | --------------- |
| 1.      | Simon Billy      | Francja       | 229,13          |
| 2.      | Manuel Kramer    | Austria       | 228,45          |
| 3.      | Simone Origone   | Włochy        | 227,24          |
| 4.      | Jukka Viitasaari | Finlandia     | 226,88          |
| 5.      | Tawny Wagstaff   | Nowa Zelandia | 226,77          |
| 6.      | Radim Palán      | Czechy        | 225,87          |
| 7.      | Michal Bekeš     | Słowacja      | 224,38          |
| 8.      | Bastien Montès   | Francja       | 223,63          |
| 9.      | Olof Abrahamsson | Szwecja       | 223,25          |
| 10.     | Philippe May     | Szwajcaria    | 222,71          |

| Pozycja | Zawodniczka             | Reprezentacja | Prędkość (km/h) |
| ------- | ----------------------- | ------------- | --------------- |
| 1.      | Valentina Greggio       | Włochy        | 225,73          |
| 2.      | Agnes Abrahamsson       | Szwecja       | 218,42          |
| 3.      | Cléa Martinez           | Francja       | 216,85          |
| 4.      | Siri Kling Andersson    | Szwecja       | 214,05          |
| 5.      | Cornelia Thun Sandström | Szwecja       | 210,93          |
| 6.      | Maëlle Loridon          | Francja       | 209,76          |
| 7.      | Mathilda Persson        | Szwecja       | 209,92          |
| 8.      | Marta Visa Carol        | Hiszpania     | 207,37          |
| 9.      | Sylvie Hudečková        | Czechy        | 204,02          |

## S2J (Speed Two Junior)
| Pozycja | Zawodnik         | Reprezentacja | Prędkość (km/h) |
| ------- | ---------------- | ------------- | --------------- |
| 1.      | Enzo Vita        | Francja       | 169,69          |
| 2.      | Matias Labit     | Francja       | 168,03          |
| 3.      | Fredrik Eaton    | Kanada        | 167,73          |
| 4.      | Clément Sol      | Francja       | 166,75          |
| 5.      | Pierre Sabatut   | Francja       | 166,65          |
| 6.      | Elia Brizio      | Włochy        | 166,58          |
| 7.      | Andrea Beligni   | Francja       | 166,37          |
| 8.      | Alexis Fourquet  | Francja       | 165,98          |
| 9.      | Matthew Mccallum | Kanada        | 165,06          |
| 10.     | Nolan Ribet      | Francja       | 161,77          |

| Pozycja | Zawodniczka       | Reprezentacja | Prędkość (km/h) |
| ------- | ----------------- | ------------- | --------------- |
| 1.      | Pauline Sabatut   | Francja       | 170,51          |
| 2.      | Amanda Ribbegårdh | Szwecja       | 166,48          |
| 3.      | Villemo Andersson | Szwecja       | 163,81          |
| 4.      | Elorri Etcheverry | Francja       | 154,89          |
| DNS     | Lilou Revol       | Francja       | —               |

## Klasyfikacja medalowa
| Miejsce | Państwo | złoto | srebro | brąz | Razem |
| ------- | ------- | ----- | ------ | ---- | ----- |
| 1.      | Francja | 3     | 1      | 1    | 5     |
| 2.      | Włochy  | 1     | 0      | 1    | 2     |
| 3.      | Szwecja | 0     | 2      | 1    | 3     |
| 4.      | Austria | 0     | 1      | 0    | 1     |
| 5.      | Kanada  | 0     | 0      | 1    | 1     |